# Николай (принц Греческий и Датский)
Николай (греч. Νικόλαος; 22 января 1872 — 8 февраля 1938) — принц Греческий и Датский из дома Глюксбургов.

## Биография
Родился 22 января 1872 года в семье короля Греции Георга I и его жены Ольги Константиновны. Семья Николая была связана с большинством королевских семей Европы, и молодой человек проводил каникулы между Экс-ле-Бен и Данией, где встречался с заграничными родственниками. Там его называли «Греческий Ники», чтобы не путать с его русским кузеном Николаем II.
Николай женился на своей троюродной сестре — великой княжне Елене Владимировне (1882—1957), дочери великого князя Владимира Александровича 29 августа 1902 года в Царском селе. У них родились три дочери:
- Ольга (1903—1997), замужем за югославским принцем Павлом Карагеоргиевичем.
- Елизавета (1904—1955), супруга баварского графа Карла-Теодора Тёрринг-Йетенбаха.
- Марина (1906—1968), в замужестве герцогиня Кентская, состояла в браке с принцем Георгом, герцогом Кентским, четвертым сыном короля Великобритании Георга V.

Вместе с братьями Константином и Георгом Николай участвовал в организации Летних Олимпийских игр 1896 года в Афинах. Он был талантливым художником, свои работы часто подписывал как «Nicolas Leprince».
С 8 сентября 1900 года числился в списках Невского императорского полка и 1-й роты.
В 1917 году принц с семьёй покинули Грецию вслед за отречением короля Константина I, свергнутого премьер-министром Элефтериосом Венизелосом из-за его германофильских симпатий. Николай уехал в Швейцарию, а затем обосновался во Франции, где вынужден был давать уроки рисунка и живописи, чтобы прокормить семью. В 1936 году семья вернулась в Афины. Принц Николай умер два года спустя и похоронен в царской усыпальнице Татои.

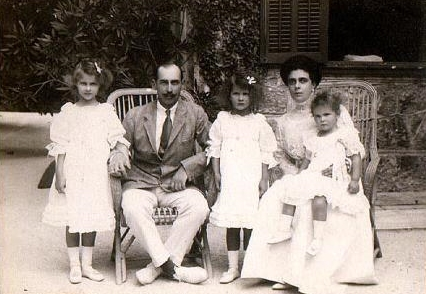
Принц Николай с женой Еленой Владимировной и дочерьми.